# Sycophila persephone
Sycophila persephone är en stekelart som först beskrevs av Girault 1927.  Sycophila persephone ingår i släktet Sycophila och familjen kragglanssteklar. Inga underarter finns listade i Catalogue of Life.